# Lehký topný olej
Lehký topný olej je hořlavá kapalina tvořená směsí kapalných uhlovodíků se čtrnácti až dvaceti atomy uhlíku (C14 až C20). Získává se destilací (rektifikací) a rafinací z ropy.

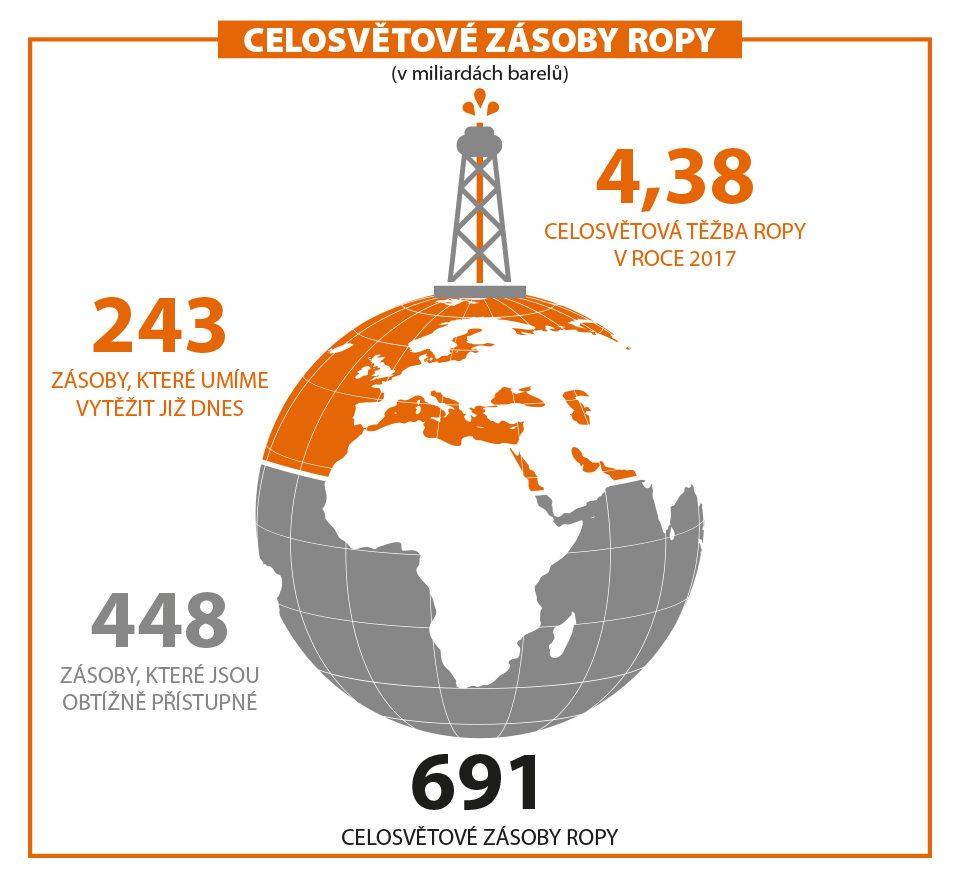
Celosvětové zásoby ropy

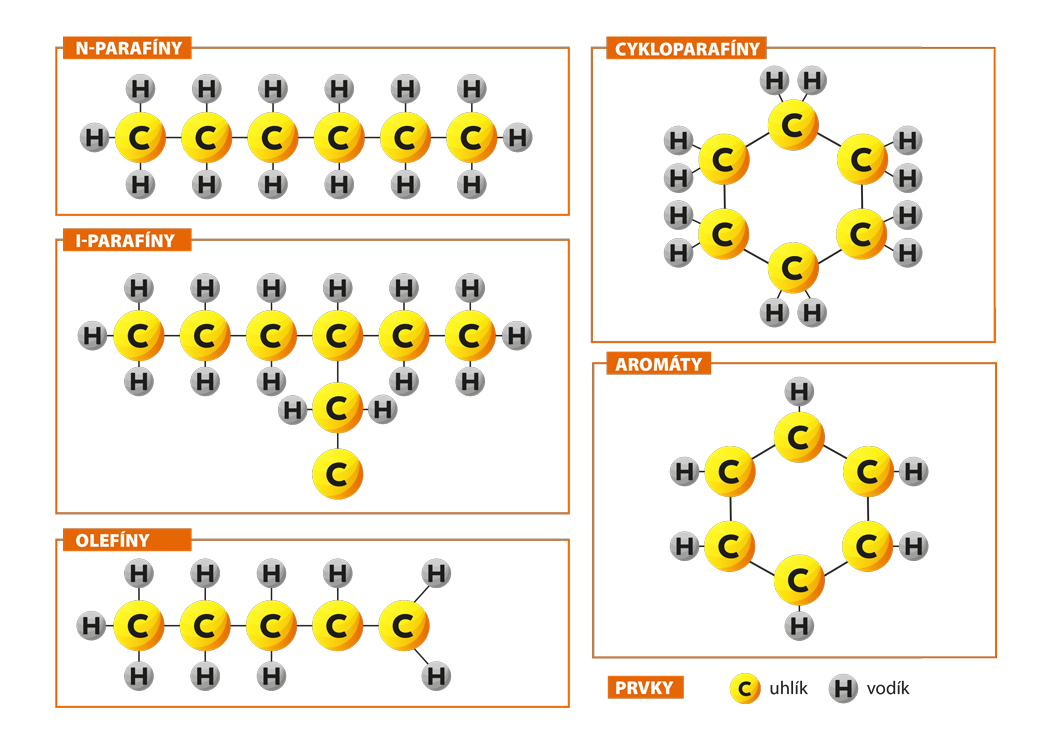
Chemické vazby a struktury uhlíku a vodíky

## Výroba
Lehký topný olej se získává frakční destilací ropy při teplotě 240 až 300 °C. Lehký topný olej kondenzuje při nižší teplotě než parafín, ale při vyšší teplotě než petrolej. Do lehkého topného oleje jsou přidávány přísady (aditiva) pro zlepšení vlastností. Jsou to stabilizátory, lubrikační aditiva, zlepšovače tekutosti a spalování. Lehký topný olej je kvůli požadovaným nízkoteplotním vlastnostem zpravidla upraven již v rafinerii. Těžký topný olej (mazut) kondenzuje při teplotě 340 až 400 °C. V České republice jsou dvě společnosti provozující ropné rafinérie. Jsou to Česká rafinérská a.s. a Paramo a.s. V roce 2008 byl podíl topných olejů 10% z celkového objemu výroby motorových paliv.

## Vzhled
Lehký topný olej je fyzikálně a chemicky podobný motorové naftě.

## Využití
Lehký topný olej je využíván pro vytápění domů a bytů. Těžký topný olej byl v minulosti využíván v teplárnách a výtopnách. Dnes je nahrazován ekologičtějším druhem paliva.

## Druhy
Topné oleje se vyrábí v různých druzích. Rozdělit topné oleje můžeme podle těchto kritérií:

### podle hustoty
- extra lehké (TOEL)
- lehké (LTO)
- těžké (TTO)

Pro rozlišení druhů topných olejů používají výrobci své obchodní označení. Pouze u extra lehkého topného oleje shodně používají zkratku TOEL.

### podle obsahu síry
- málosirné do 50 mg/kg
- středněsirné
- vysokosirné

Přirozený podíl síry chemicky vázané v extra lehkém topném oleji se označuje jako obsah síry. Organické sloučeniny síry jsou přirozenou složkou topných olejů, ze které při spalování vzniká oxid siřičitý (SO2). SO2 patří k látkám znečišťujícím ovzduší, jeho emise jsou tak snižováním obsahu síry v palivech kontrolovány. Přípustné množství síry obnáší pro topný olej extra lehký standard od roku 2008 max. 0,1%. Lehký topný olej může být označován za nízkosirný, když jeho obsah síry nepřekročí 50 mg/kg (0,005% m/m).
V závislosti na obsahu síry jsou v normě DIN 51603-1 stanoveny dvě kvality pro extra lehké topné oleje:
- Extra lehký topný olej Standard jehož obsah síry leží mezi 50 mg/kg a 1000 mg/kg (0,1% m/m)
- Extra lehký topný olej Nízkosirný jehož obsah síry nepřekračuje 50 mg/kg. Extra lehký topný olej může být podle této normy označen za nízkosirný, když obsah síry nepřekročí 50 mg/kg.

## Barvení
Extra lehké topné oleje a lehké topné oleje jsou v České republice od roku 1993 značkovány a barveny červenou barvou. Má se tak předejít možnosti používání těchto topných olejů jako paliva do spalovacích motorů a tím zamezit daňovým únikům. Sazba daně u topných olejů je výrazně nižší než u motorové nafty. Podle legislativy musí topný olej obsahovat nejméně 6 mg/kg značkovací látky a tolik červeného barviva, které topný olej prokazatelně probarví.

## Normovaná kvalita
Minimální požadavky na kvalitu topného oleje EL jsou stanoveny v normě DIN 51603-1. Tato norma popisuje důležité kvalitativní vlastnosti, které jsou významné z hlediska používání produktu.
| Vybrané požadavky normy DIN 51603-1 na topný olej EL (stav srpen 2008)    |              |              |                                                 |
| Vlastnost                                                                 | Požadavek    | Požadavek    | Zkouška dle                                     |
| Vlastnost                                                                 | min          | max          | Zkouška dle                                     |
| Hustota při 15 °C [kg/m3]                                                 |              | 860          | DIN 51757                                       |
| Spalné teplo [MJ/kg]                                                      | 45,4         |              | DIN 51900-1, -2 nebo -3 nebo výpočet            |
| Bod vznícení [°C]                                                         | 55           |              | DIN EN 22719                                    |
| Kinematická viskozita při 20 °C [mm2/s]                                   |              | 6,00         | DIN 51562-1                                     |
| Cloud Point (bod zákalu) [°C]                                             |              | 3            | DIN EN 23015                                    |
| Cold Filter Plugging Point (hraniční hodnota teploty pro filtrovatelnost) |              |              | DIN EN 116                                      |
| — při bodu zákalu = 3 °C [°C]                                             |              | -12          | DIN EN 116                                      |
| — při bodu zákalu = 2 °C [°C]                                             |              | -11          | DIN EN 116                                      |
| — při bodu zákalu = 1 °C [°C]                                             |              | -10          | DIN EN 116                                      |
| Koksový zbytek v 10% dest. zbytku [% m/m]                                 |              | 0,3          | DIN 51551,DIN EN ISO 10370                      |
| Obsah síry pro topný olej EL-1-Standard [mg/kg]                           | ñ 50         | 1000         | DIN EN 24260, DIN EN ISO 8754, DIN EN ISO 14596 |
| Obsah síry pro topný olej EL-1-nízkosirný [mg/kg]                         |              | 50           | DIN 51400-11, DIN EN 24260, DIN EN ISO 14596    |
| Zajištění mazivosti u topného oleje EL-1- nízkosirný [mm]                 |              | 460          | DIN EN ISO 12156-1                              |
| Obsah vody [mg/kg]                                                        |              | 200          | DIN 5177-1 nebo ISO/DIN 12937                   |
| Celkové znečištění [mg/kg]                                                |              | 24           | DIN EN 12662                                    |
| Popílek [% m/m]                                                           |              | 0,01         | DIN EN ISO 6245                                 |
| Termická stabilita (sediment) [mg/kg]                                     | je stanovena | je stanovena | E DIN 51371                                     |

## Rozdělení extra lehkých topných olejů

### Topný olej Extra Lehký Standard
V současnosti jsou všechna olejová zařízení, až na velmi malé výjimky, určena pro použití topného oleje EL Standard podle DIN 51603-1. Zpravidla je tento standardní topný olej v rafinerii upravován s ohledem na zlepšení nízkoteplotních vlastností, obsah síry leží od 50 mg/kg do maximálně 100 mg/kg (0,1% m/m). Toto kvalitní normované palivo splňuje všechny vyjmenované požadavky dle DIN 51603-1 a je na základě své značné hospodárnosti a díky příznivým provozním nákladům na spalování dlouhodobě jedním z nejdůležitějších a nejpoužívanějších paliv při vytápění budov.

### Topný olej extra lehký standard s aditivy
Topný olej má kvalitu standardního extra lehkého topného oleje do kterého jsou přidávány aditiva pro zlepšení vlastností. Tato aditiva jsou přimísena do topného oleje při tankování do nádrží přímo u spotřebitele.
To umožňuje přesné dávkování, jakémukoliv předávkování, které by mohlo vést k poruchám zařízení, je tímto zabráněno. Aditiva jsou stabilizátory (pro zlepšení termické a skladovací stability), deaktivátory kovů a tzv. překrývače pachu a zlepšovače hoření.

### Topný olej extra lehký nízkosirný
Tento topný olej je označován jako odsířený a nesmí překročit obsah síry o 50 mg/kg. Požadavky na kvalitu určuje přepracovaná norma DIN 51603-1 z roku 2003. Spalováním tohoto topného oleje se produkuje velmi nízká úroveň emisí SO2, která je srovnatelná pouze se zemním plynem.
Kvalitativní vlastnosti různých druhů topného oleje EL – srovnání
|                                                                          | Standardní topný olej EL                        | Topný olej EL se speciálními aditivy | Topný olej EL nízkosirný |
| Kvalitní palivo s danými parametry                                       | X                                               | X | X |
| Splnění požadavků DIN 51603-1 pro topný olej EL                          | X                                               | X | X |
| Splnění požadavků DIN 51603-1 pro topný olej EL odsířený                 | -                                               | - | X |
| Aditiva ke zlepšení/nastavení vlastností za chladu, přídavek v rafinérii | X                                               | X | X |
| Speciální sady aditiv ke zlepšení stability a zakrytí pachu              | -                                               | X (dávkování většinou na cisterně) | X |
| Odvod kondenzátu z vyhřívacích zařízení: požadavek na neutralizaci       | často (podle lokálních vyhlášek o odpadní vodě) | často (podle lokálních vyhlášek o odpadní vodě) | v budoucnosti se očekává úprava |
| celoplošná použitelnost                                                  | X                                               | X (speciální kvality se nabízejí pod různými značkami) | X |
| Poznámky                                                                 | -                                               | Doporučeno mnohými výrobci zařízení především kvůli prokazatelně lepší stabilitě, zvláště vhodné pro moderní systémy s malým výkonem a malým průměrem trysek, jakož i při dlouhém skladování topného oleje. | Dodatečně k přednostem „speciální kvality“ ještě omezená tvorba korozivních produktů a usazenin. První spalovací kotle určené speciálně pro tento druh paliva jsou již v nabídce. |

## Perspektivy bio-topného oleje
Kapalná paliva z obnovitelných zdrojů mohou v budoucnu snížit potřebu fosilních paliv. V současnosti probíhají ve spolupráci mezi výrobci minerálních olejů a topných zařízení testovací programy, ve kterých se zkoumá nasazení tekutých biokomponentů (rostlinné oleje, metylester mastné kyseliny – FAME) jako příměsí do topného oleje EL nízkosirného při použití ve stávajících olejových kotlích. Cílem je nasazení do biopaliv, jako obnovitelného zdroj energie zcela ve smyslu cílů energetické politiky: zvýšit diferenciaci energetických zdrojů a navýšit podíl energie z obnovitelných zdrojů.
Z technického pohledu je třeba se zaměřit především na to, aby „nová tekutá paliva“ byla kompatibilní se stávajícími olejovými zařízeními na trhu. V předběžné normě pro alternativní a biologické topné oleje, DIN V 51603-6, jsou definovány první specifické požadavky na produkt - cílem je, aby tato nová paliva byla kompatibilní se stávajícími zařízeními. Norma upravuje minimální požadavky, zkušební postupy, hraniční hodnoty i pojmenování alternativních topných olejů. Správné označení pro příměs např. 20 objemových procent FAME (metylesteru mastné kyseliny) zní: topný olej DIN V 51603-6 EL A Bio 20. Receptury pro specifické poměry míchání však v normě předepsány nejsou.
Předběžná norma vzniká tehdy, když praktické zkušenosti všech zainteresovaných stran s produktem ještě nejsou plně a dostatečně zhodnoceny. Předběžná norma si neklade za cíl úplnost, nýbrž stanovuje jen takové vlastnosti, které se během dosavadní diskuse ukazují jako nezbytné pro dosažení dostatečné kvality. Předběžná norma pro bio-topný olej dává výrobcům olejových zařízení a jejich součástek zatím rámcové podmínky dosažení způsobilosti pro použití bio-topných olejů v jejich výrobcích.